# Anthony Seifferd
Anthony Seifferd (Seiffardt), född i trakten av Erfurt, var en tysk glasgravör verksam i Sverige i mitten av 1600-talet.
Han var gift med Christian Kühlmanns änka Catharina Grossin. Seifferd var med säkerhet verksam i Stockholm 1654–1660 och räknas till en av de första glasgravörerna som var verksam i Sverige och anlitades av Karl X som hovglassnidare. Vad han utförde i Sverige är dock okänt men Gustav Pazaurek har attribuerat två monogramprydda bägare till honom som senare har underkänts av andra konsthistoriker. Han återvände till Lübeck 1660 där hans son föddes samma år. 